# Histoire du futur

Histoire du futur (titre original : Future History) de Robert A. Heinlein, est le titre générique donné à une série de nouvelles et de courts romans d'anticipation décrivant un avenir possible de l'humanité entre le milieu du XXe siècle et le début du XXIIIe siècle. Il est introduit par John W. Campbell, Jr. dans le numéro de février 1941 d’Astounding Science Fiction et la première ébauche du scénario d'Heinlein paraît dans le numéro suivant de mars 1941.
Heinlein élabore la plupart de ces histoires au début de sa carrière, entre 1939 et 1941 puis entre 1945 et 1950. Celles qui sont antérieures à 1967 sont réunies dans le recueil The Past Through Tomorrow (Le passé à travers demain) qui contient également la version finale du scénario. Deux autres recueils, Universe et Common Sense sont publiés séparément sous le titre Orphelins du ciel .
Groff Conklin qualifie Histoire du futur de « meilleure de toutes les histoires de demain ». En 1966, elle est nommée pour le prix Hugo de la meilleure série de tous les temps, avec le cycle de Mars d'Edgar Rice Burroughs, le cycle du Fulgur d'E. E. Smith, le cycle de Fondation d'Isaac Asimov et Le Seigneur des anneaux de J. R. R. Tolkien, mais n'est pas retenue au profit de la série Fondation d'Asimov.

## Concept
The Past Through Tomorrow (Le passé à travers demain) constitue la partie centrale du cycle Histoire du futur. Les spécialistes de Heinlein s'accordent cependant sur le fait que certaines histoires non incluses dans cette anthologie lui appartiennent aussi tandis que certaines autres y figurant ne lui sont que vaguement reliées.
James Gifford y ajoute Time Enough for Love, publié après The Past Through Tomorrow, et Que la lumière soit, qui n'était pas inclus dans The Past Through Tomorrow, probablement parce que l'éditeur de la collection ne l'aimait pas ou parce que Heinlein lui-même la jugeait inférieure. Cependant, il considère que Time Enough for Love est un cas limite et queThe Number of the Beast, Le Chat passe-muraille et Au-delà du crépuscule, sont trop faiblement liés à Histoire du futur pour pouvoir en faire partie.
Bill Patterson y fait en revanche tout de même figurer Au-delà du crépuscule, expliquant les divergences entre celle-ci et le reste d’Histoire du futur par son appartenance à un ensemble de chronologies connexes dans le multivers du Monde en tant que Mythe. Il énumère un certain nombre d'histoires dont il pense qu’elles n’ont jamais été prévues pour faire partie d’Histoire du futur, même si elles ont été incluses dans The Past Through Tomorrow : Life-Line (bien qu'écrit avant que Heinlein ait publié la trame d'Histoire du futur, le protagoniste et sa machine dans cette nouvelle préfigurent le personnage de Lazarus Long dans Time Enough for Love), Oiseau de passage, Nous promenons aussi les chiens, et les histoires publiées à l'origine dans le Saturday Evening Post (Jockey de l'espace, Qu'il est bon de revenir !, Les Vertes Collines de la Terre et Les Puits noirs de la Lune). Il pense comme Gifford que Que la Lumière soit devrait être incluse dans le cycle. La  Maison biscornue ne figurait que dans la trame chronologique d'avant-guerre mais ne s'y est plus retrouvée par la suite.
Les romans pour adolescents de Heinlein ne suivent pas rigoureusement les grandes lignes d’Histoire du futur. Gifford fait observer que bien que ces douze romans destinés à la jeunesse ne soient pas incompatibles avec Histoire du futur, ils ne réalisent pas non plus une correspondance parfaite avec cette dernière série, destinée aux adultes. Il n'est pas souvent reconnu qu'ils constituent en eux-mêmes une Histoire du futur raisonnablement cohérente... Au moins un événement important de la trame narrative d'Histoire du futur, la révolution sur Vénus, est racontée dans le cadre des romans de jeunesse sous le titre D'une planète à l'autre . Le roman Variable Star (Etoile variable), écrit par Spider Robinson à partir d'un plan détaillé de Heinlein, incorpore certains éléments d’Histoire du futur (tels que des références à Nehemiah Scudder) et de l’univers des œuvres pour la jeunesse de Heinlein (par exemple, des vaisseaux flambeaux et une communication télépathique plus rapide que la lumière entre jumeaux). La nouvelle pour adultes La Longue Veille, incluse dans les collections est reliée à La Patrouille de l'espace par l'intermédiaire du personnage de (John) Ezra Dahlquist, personnage central du premier roman, commémoré dans le second.

## Chronologie
Cette section présente la chronologie d’Histoire du futur. Les années mentionnées (si elles sont connues) indiquent les époques où se déroulent les histoires dans la trame narrative. Les histoires qui ont été planifiées mais jamais écrites sont notées ; voir commentaires explicatifs ci-dessous.
- Life-Line (1939 dans sa version originale publiée, 1951 dans une collection de livres)
- Que la lumière soit (peu après Life-Line)
- Les routes doivent rouler
- Il arrive que ça saute
- L'Homme qui vendit la Lune (1978)
- Dalila et l'Homme de l'espace
- Jockey de l'espace
- Requiem
- La Longue Veille (1999)
- Asseyez-vous, Messieurs
- Les Puits noirs de la Lune
- Qu'il est bon de revenir !
- Nous promenons aussi les chiens
- Coup de projecteur
- Vertige spatial
- Les Vertes Collines de la Terre
- Fire Down Below (en projet, jamais écrit)
- La Logique de l'Empire
- Oiseau de passage
- Le Son de ses ailes (en projet, jamais écrit)
- Eclipse (en projet, jamais écrit)
- L'Oreiller de pierre (en projet, jamais écrit)
- Si ça arrivait
- La Réserve
- L'Inadapté
- Univers (prologue seulement) (année 2119)
- Les Enfants de Mathusalem (années 2136-2210)
- Univers (et sa suite Common Sense) (~ 3500) (réécrit dans Les Orphelins du ciel)
- Time Enough for Love (année 4272 et époques antérieures)
- Au-delà du crépuscule

## Histoires en projet mais non rédigées
La trame chronologique publiée dans la collection Revolt in 2100 comprend plusieurs projets non écrits, mais mentionnés par Heinlein dans un post-scriptum. Fire Down Below, aurait raconté une révolution en Antarctique au début du XXIe siècle. Trois autres récits non écrits complètent les événements ayant précédé  La Logique de l'Empire, entre le début du XXIe siècle et le début de Si ça arrivait.
The Sound of His Wings (Le son de ses ailes) raconte les débuts du télévangéliste Nehemiah Scudder et son accession au pouvoir en tant que Premier Prophète. Eclipse décrit les mouvements d'indépendance sur Mars et Vénus. The Stone Pillow (L'Oreiller de pierre) détaille la montée du mouvement de résistance depuis les débuts de la théocratie jusqu'au début de Si ça arrivait.
Ces histoires auraient été des éléments clés d'Histoire du futur. Heinlein a donc donné une description approximative de Nehemiah Scudder rendant son règne facile à visualiser : un mélange de Jean Calvin, Jérôme  Savonarole, Joseph Franklin Rutherford et Huey Long. Son ascension au pouvoir commence lorsqu'une de ses paroissiennes, la veuve d'un homme riche qui lui aurait été hostile, décède en lui laissant assez d'argent pour créer une station de télévision. Il fait alors équipe avec un ancien sénateur et loue les services d'une grande agence de publicité. Il devient bientôt célèbre, même à l'extérieur de son monde : de nombreux condamnés aux travaux forcés pour dettes sur Vénus le considèrent comme une figure messianique. Il mène sa carrière de façon musclée grâce à une organisation en tous points semblable au Ku Klux Klan excepté le nom. Sang dans les urnes et sang dans les rues, mais Scudder remporte les élections. Les prochaines élections n'auront jamais lieu. Bien que cette période fût partie intégrante de la diaspora humaine qui allait suivre plusieurs centaines d'années plus tard, Heinlein déclara qu'il ne put jamais les écrire car ils mettaient Scudder en avant et que le personnage lui déplaisait trop.
Nehemiah Scudder avait déjà fait une première apparition dans le tout premier roman de Heinlein For Us, The Living: A Comedy of Customs (Pour nous, la vie : une comédie de mœurs) écrit en 1938-1939, mais publié pour la première fois seulement en 2003. Le début de carrière de Scudder y est pratiquement identique, mais avec la différence cruciale que dans la version précédente, Scudder est arrêté au dernier moment par la contre-mobilisation des libertariens, et malgré l'intimidation de masse des électeurs, il ne gagne les élections que dans le Tennessee et l'Alabama. En fait, le régime libertarien, en pleine expansion en l'année 2086 de ce livre, se développe en réaction à la tentative de Scudder d'imposer des mœurs puritaines à l'ensemble de la société américaine.